# Dead and Gone
Singles de T.I.
Just Like Me
(2008) Day Dreaming
(2009)
Singles par Justin Timberlake
4 Minutes
(2008) Love Sex Magic
(2009)
Dead and Gone est une chanson du rappeur d'Atlanta T.I. en collaboration avec chanteur le Justin Timberlake. C'est le quatrième single de l'album Paper Trail sorti en 2008. Ils ont joué cette chanson à la 51e cérémonie des Grammy Awards. C'est la deuxième collaboration entre T.I. et Justin Timberlake, la première étant My Love. 
La chanson a été nommée à deux reprises à la 52e cérémonie des Grammy Awards, pour la « meilleure chanson rap » et la « meilleure collaboration rap/chant ».

## Liste des pistes
| 1. | Dead and Gone (featuring Justin Timberlake) | Rob Knox, Justin Timberlake | 4:59 |

## Classement
| Classement (2009)                      | Meilleure position |
| -------------------------------------- | ------------------ |
| Australie (ARIA)                       | 4                  |
| Autriche (Ö3 Austria Top 40)           | 11                 |
| Canada (Hot 100)                       | 3                  |
| États-Unis (Hot 100)                   | 2                  |
| États-Unis (R&B/Hip-Hop Songs)         | 2                  |
| États-Unis (Rap Songs)                 | 1                  |
| États-Unis (Pop Airplay)               | 4                  |
| Belgique (Flandre Ultratop 50 Singles) | 28                 |
| Danemark (Tracklisten)                 | 11                 |
| Finlande (Suomen virallinen lista)     | 12                 |
| Norvège (VG-lista)                     | 8                  |
| Nouvelle-Zélande (RMNZ)                | 2                  |
| Royaume-Uni (UK Singles Chart)         | 4                  |
| Royaume-Uni (UK R&B Chart)             | 1                  |
| Pays-Bas (Nederlandse Top 40)          | 20                 |
| Suède (Sverigetopplistan)              | 20                 |
| Suisse (Schweizer Hitparade)           | 18                 |

## Historique de sortie
| Pays        | Date             |
| ----------- | ---------------- |
| États-Unis  | 1er janvier 2009 |
| Royaume-Uni | 14 mars 2009     |